# Autotransfuzja
Autotransfuzja, transfuzja autologiczna – zabieg przetaczania krwi, w którym biorcą i dawcą jest chory sam dla siebie. Leczenie pacjenta własną krwią konserwowaną pozwala na uniknięcie ryzyka związanego z immunizacją antygenami krwinkowymi, przeniesieniem chorób wirusowych, bakteryjnych i pasożytniczych.

## Wskazania
Przetaczanie krwi własnej stosuje się w planowych zabiegach naczyniowych, urologicznych, kardiochirurgicznych, ortopedycznych, ginekologicznych i innych.

## Pobieranie krwi do autotransfuzji
Pobieranie krwi własnej do celów autotransfuzji może się odbywać co 3 do 7 dni, a ostatnie pobranie przeprowadza się co najmniej 72 godziny przed planowanym zabiegiem.
Nie ma określonych ograniczeń wiekowych lub wagowych do autotransfuzji; zaleca się, aby poziom hemoglobiny wynosił co najmniej 11 g/100 ml, a hematokryt najmniej 34% przed pobraniem. O dopuszczeniu do pobrania krwi decyduje lekarz na podstawie aktualnych badań i wywiadu z pacjentem.

## Przeciwwskazania
Osoby ze stężeniem hemoglobiny poniżej 10 g/100 ml nie powinny być kwalifikowane do autotransfuzji.
Osoby u których stwierdza się dodatnie wyniki badań w kierunku kiły oraz obecność markerów wirusów HBV, HCV, HIV nie powinny być kwalifikowane.
Do przeciwwskazań należy przebyty ostatnio zawał serca, udar mózgu, niestabilna choroba wieńcowa, ciężka postać nadciśnienia tętniczego, zwiększone ryzyko bakteriemii, ciężkie postacie chorób psychicznych, aktywna padaczka, zaawansowane choroby nowotworowe, radioterapia, leczenie cytostatykami, niewyrównana cukrzyca i inne.

## Trwałość preparatów
Krew konserwowana przeznaczona do autotransfuzji może być przechowywana w temperaturze 2-6 °C przez 35 dni.
Niewykorzystany preparat nie może być użyty do przetaczania innemu biorcy ani do fabrycznego frakcjonowania. Jest niszczony zgodnie z zasadami dotyczącymi krwi homologicznej.